# کنت آندرشون
کنت آندرشون (سوئدی: Kennet Andersson؛ زادهٔ ۶ اکتبر ۱۹۶۷) یک بازیکن فوتبال اهل سوئد است.

## تیم ملی
وی همچنین در تیم ملی فوتبال سوئد بازی کرده‌است.
هم‌اکنون او کمک مربی تیم ملی سوئد است.